# Dave Davies

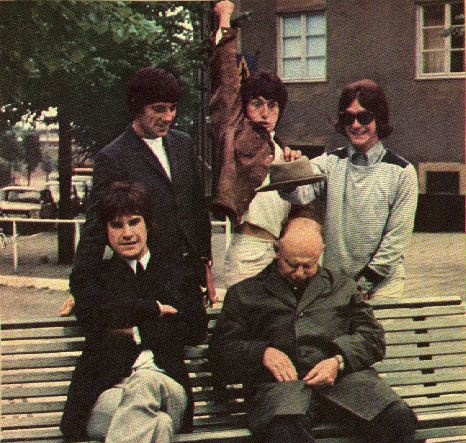
The Kinks, 1965

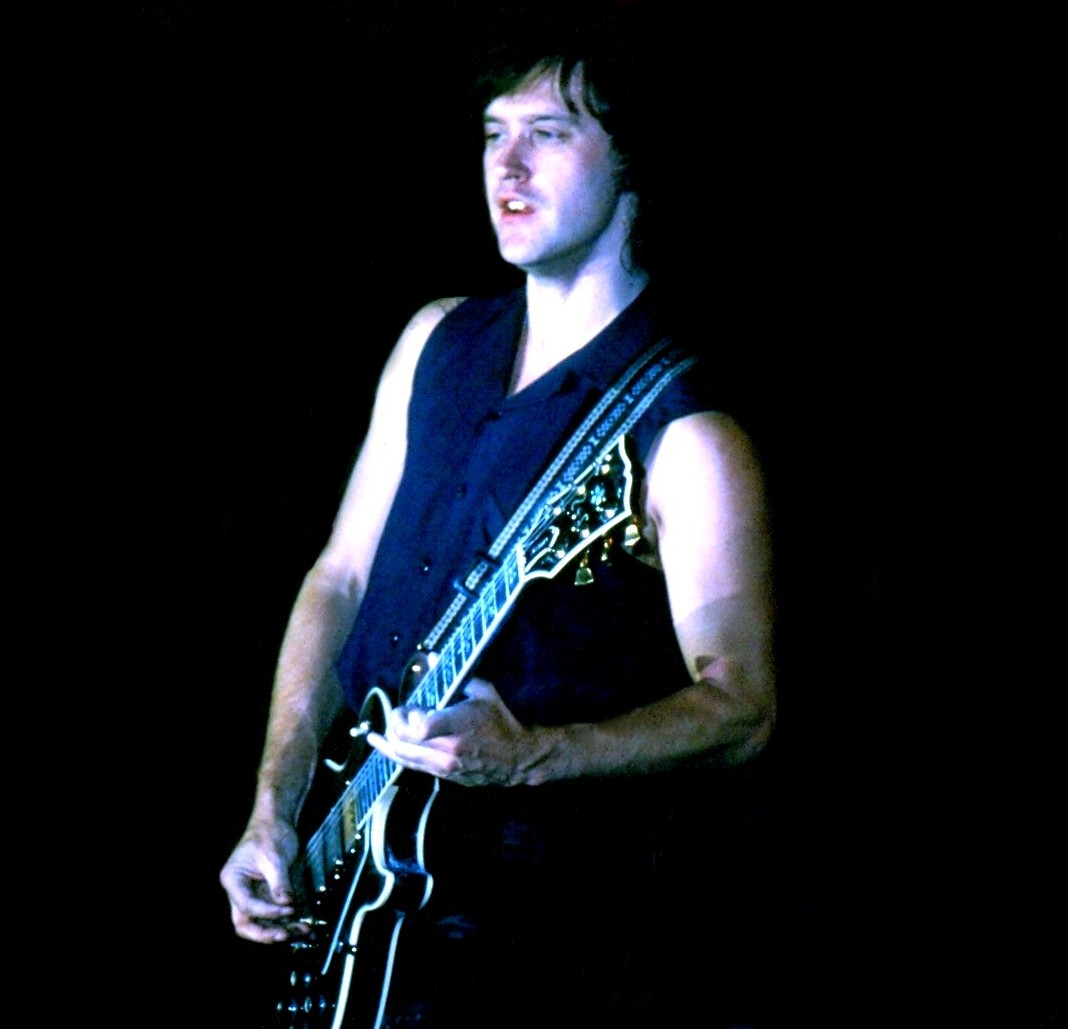
Dave Davies in 1979

Dave Davies (Londen, 3 februari 1947) is een Brits popmusicus. Hij is de jongere broer van Ray Davies en is de originele oprichter van de Britse groep The Kinks. Ook wordt Dave Davies gezien als de uitvinder van wat nu bekendstaat als hardrock of heavy metal. Gefrustreerd door het cleane geluid van zijn Elpico versterker maakte hij met een scheermesje diverse insnijdingen in de speakers. Het resultaat van deze actie is te horen op de klassieke singles You Really Got Me, All Day and All of the Night en een B-kantje I Need You uit 1965, waarin bovendien voor het eerst wordt geëxperimenteerd met feedback in het intro.

## Carrière
Totdat Ray Davies toetrad tot de groep was Dave verantwoordelijk voor het repertoire. Hij heeft in de periode 1962-1963 diverse composities geschreven, waarvan enkele bewaard zijn gebleven op proefpersingen, zogenaamde acetates. Een van deze liedjes, One Fine Day, is in 1964 zelfs opgenomen door een andere artiest, Shel Naylor. Toen het songschrijverstalent van oudere broer zich openbaarde, deed Dave tegen wil en dank een stap terug, wellicht omdat de verhouding tussen Dave en zijn dominante broer Ray niet altijd optimaal was. Af en toe dook er in de beginjaren een Dave Davies compositie op, zoals Wait Till The Summer Comes Along uit 1965. Ook het uit 1966 stammende Sitting On My Sofa is oorspronkelijk door Dave geschreven. Beide nummers werden echter door Ray in meer of mindere mate bewerkt en zijn naam staat dan ook vermeld als medeauteur.

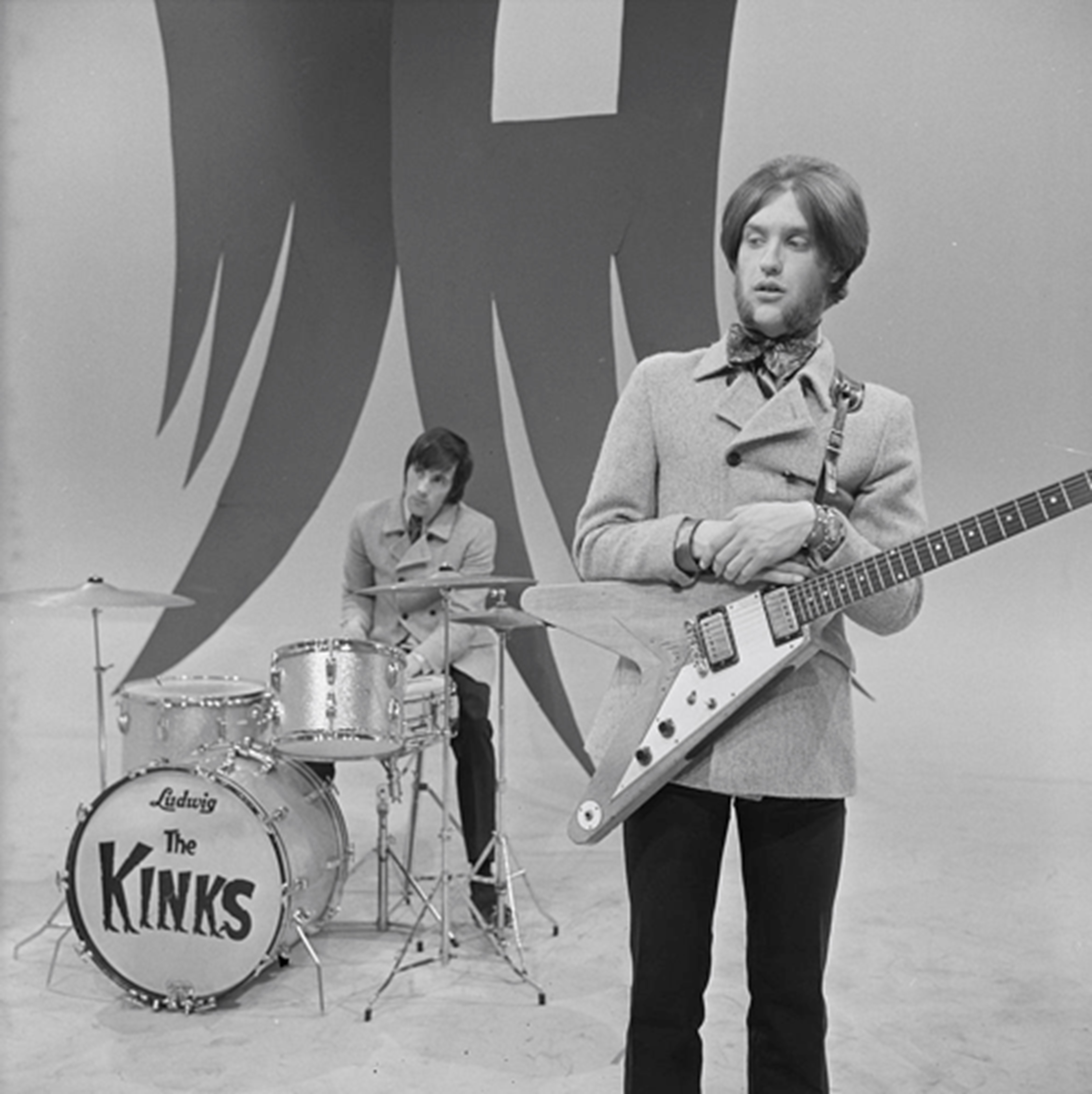
Dave Davies (in Fanclub, 1967)

In 1967 liet Davies met de single Death of a Clown zien wat hij in zijn mars had, hoewel ook bij dit nummer Rays naam als medeauteur vermeld is. De single combineerde een Dylanachtige zang met een prachtige melodie. De single stoof in het Verenigd Koninkrijk en Europa in alle landen de top 10 in. De opvolgende single Susannah's Still Alive was in Nederland wederom een grote hit maar in het Verenigd Koninkrijk kroop de single maar net de top 20 in. Op beide singles wordt Dave overigens begeleid door de overige leden van The Kinks. Ook werd er van Davies een soloalbum verwacht. Tussen de verplichtingen en opnamesessies met The Kinks wist Davies in 1968 en 1969 een respectabel aantal nummers op te nemen. De tegenvallende verkoopresultaten van de singles Lincoln County (op nummer 15 in Nederland) en Hold My Hand en het feit dat het omstreeks 1969 ook met de groep minder voor de wind ging, deed PYE er echter toe besluiten om de opgenomen liedjes van Davies niet als album uit te brengen. Enkele liedjes zijn in 1969 opgedoken op B-kantjes, Mindless Child Of Motherhood en This Man He Weeps Tonight. In 1970 heeft men nog overwogen om de opnames te combineren met de lp Lola Versus Powerman And The Moneygoround als een soort bonus maar dat is door Davies snel van tafel geveegd.
Tijdens de jaren zeventig heeft Davies vooral privé veel demo's opgenomen en opgespaard, maar verder stelde hij zich volledig in dienst van The Kinks. Enkele van deze demo's verschenen in 1997, 1999 en 2001 in beperkte oplages op cd's die hij in eigen beheer uitbracht, respectievelijk Unfinished Business (single disc versie), Fortis Green en Fragile. De enige composities van Dave uit deze periode die op een Kinksalbum te vinden zijn, zijn You Don't Know My Name uit 1972 en Trust Your Heart uit 1978.
Pas in de eerste helft van de jaren tachtig kwamen er enkele soloalbums uit, waarvan het eerste het succesvolst was, en dan alleen in de Verenigde Staten. De meeste fans van Davies vinden het derde album Chosen People verreweg het beste uit de serie. Nadat Chosen People was geflopt, bleven verdere soloreleases uit. Wel lukte het Davies vanaf 1984 gemiddeld zo'n twee composities per Kinksalbum te leveren en geplaatst te krijgen. In 1986 kwam zelfs voor het eerst een officiële Kinkssingle uit met een compositie van Dave Davies op de A-kant, nl. Rock 'n' Roll Cities. Rays commentaar op de singlekeuze van London Records/MCA: "First it made me sick, then I could see the humour in it".
Ook in de eerste helft van de jaren negentig werden enkele Dave composities op Kinksalbums uitgebracht. Wel varieerde de kwaliteit van het materiaal nogal. Op de mini-cd Did Ya staat Look Through Any Doorway. Op de opvolger Phobia staat Close To The Wire, maar ook een rammelende clichérocker met milieuboodschap, It's Alright. In de tweede helft van de jaren negentig werd het zeer stil rond The Kinks. Ray begon met zijn Storyteller solotournee. Toen Dave zich realiseerde dat Ray voor onbepaalde tijd op solotournee ging besloot ook hij het solo te proberen, waarbij hij zich tot op de dag van vandaag vooral op de Verenigde Staten concentreert. In 2002 bracht hij de cd Bug uit via het Kochlabel, zijn beste album tot dan toe, en tevens zijn meest afwisselende. Het album gaat van hardrock naar trance naar akoestische songs zonder aan consistentie in te boeten. Een (hopelijk) voorlopig artistiek hoogtepunt in het oeuvre van de gitarist. Ook heeft hij in 2001 in Duitsland getoerd. De optredens van Dave zijn karakteristiek door het maniakale gitaarspel en zijn bluesy zang, dat met de jaren door het regelmatige optreden een enorme ontwikkeling heeft doorgemaakt. Het toeren stopte in 2004 abrupt toen Dave in Londen tijdens een promotietour in het BBC-gebouw een beroerte kreeg. Na twee jaar relatieve stilte bracht hij in 2006 een verzamel-cd uit waarop als bonus het eerste liedje staat wat opgenomen is na de beroerte, God In My Brain. In 2007 bracht hij wederom in eigen beheer een cd uit, Fractured Mindz. De cd was dermate succesvol, dat het label Koch de cd officieel uitbracht. In 2008 is er nogmaals een live-cd uitgebracht: Belly Up live at the Belly Up 29 april 1997.

## Discografie

### Singles
- Death Of A Clown/Love Me Till The Sun Shines (PYE; 1967)
- Susannah's Still Alive/Funny Face (PYE; 1967)
- Lincoln County/There Is No Live Without Love (PYE; 1968)
- Hold My Hand/Creeping Jean (PYE; 1969)
- Imagination's Real/Wild Man (RCA; 1980)
- Doing The Best For You/Nothing More To Lose (RCA; 1980)
- Doing The Best For You/Wild Man (RCA; 1980)
- Love Gets You/One Night (Warner Bros.; 1983)
- Mean Disposition/Cold Winter (Warner Bros.; 1983)

### Albums
- Dave Davies (RCA; 1980)
- Glamour (RCA; 1981)
- Chosen People (Warner Bros.; 1983)
- Dave Davies and Glamour (Mau Mau records 617-France 1992)
- The Album That Never Was – Special CD Edition (PRT; 1994)
- Unfinished Business single disc edition (Vel Vel; 1996)
- Purusha And The Spiritual Planet (Meta Media; 1998)
- Unfinished Business – UK/European two disc edition – compilatie 1963-1998 (Castle/Essential ;1998)
- Unfinished Business – US two disc edition – compilatie 1963-1998 (Vel Vel; 1999)
- Fortis Green democompilatie (Meta Media; 1999)
- Live Solo At The Marian College Todd Wehr Alumni Center (Meta Media; 2000)
- Rock Bottom – Live At The Bottom Line (Koch; 2000)
- Fragile democompilatie (Meta Media; 2001)
- AFL-3603 11 tracks inclusief Wild man (BMG Japan-2001)
- Bug (Koch; 2002)
- Bugged – live (Meta Media; 2002)
- The Album That Never Was – 22 tracks (Victor ent;2002)Japan)
- Transformation – Live At The Alex Theatre (Meta Media; 2003)
- AflI 4036 / Glamour – (BGO records 587; 2003 )
- Rainy Day In June – Live In Berlin (Meta Media; 2005)
- Kinked – compilatie 1996-2005 (Koch; 2006)
- Fractured Mindz – (Meta Media; 2007)
- Fractured Mindz incl. bonustracks – (Koch; 2007)
- Belly Up – Live at the Belly Up 29 april 1997 (Meta Media; 2008)
- Around The Galaxy – Live At The Galaxy Theatre 30 april 1997 (Meta Media; 2009)
- The Aschere Project-Two worlds – Dave Davies and Russ Davies (Modus records-UK;2010)
- Hidden Treasures – Dave's unreleased album and 14 bonus tracks (Sanctuary; 2011)
- I Will Be Me – cd, 13 Tracks (Purple Pyramid Records CLP0496;June 2013)
- I Will Be Me – lp, 11 Tracks (Purple Pyramid Records CLP0636;August 2013)

### NPO Radio 2 Top 2000
| Nummer met noteringen in de NPO Radio 2 Top 2000 | '99  | '00  | '01  | '02  | '03  | '04  | '05  | '06  | '07  | '08  |
| ------------------------------------------------ | ---- | ---- | ---- | ---- | ---- | ---- | ---- | ---- | ---- | ---- |
| Death of a Clown                                 | 1251 | 1249 | 1604 | 1572 | 1652 | 1543 | 1940 | 1752 | 1762 | 1683 |

1. ↑  Een vetgedrukt getal geeft de hoogste notering aan.
2. ↑  Deze tabel is bijgewerkt tot en met de laatste editie (2024).

## Trivia

### Daves onuitgebrachte album 1967-1969
Juli 1969 ontving het aan het Britse Pye-label gelieerde Amerikaanse label Reprise een set tapes met Daves solo-opnames. Een tracklist was bijgevoegd. Ook had Pye een handjevol proefpersingen gedrukt die circuleerden onder de groepsleden en een enkele fan. Uiteindelijk besloot ook Reprise om niets met deze opnames te doen, al werd er voor compilatiealbums wel geput uit deze tapes. Nog steeds zijn niet alle solo-opnames beschikbaar op cd. Eind jaren negentig zijn veel solo-opnames van Dave gebruikt om te dienen als bonustrack op heruitgaves van originele Kinksalbums op het Castle/Essential label. Hieronder volgt de in 1969 voorgestelde tracklist met daarachter een Kinks/Dave Davies-cd waarop het liedje te vinden is:
- Susannah's Still Alive – The Album That Never Was (mono) of Kinks Kronikles (stereo)
- There Is No Live Without Love – The Album That Never Was (mono)
- This Man He Weeps Tonight – Arthur (mono en stereo)
- Mindless Child Of Motherhood – Arthur (mono en stereo)
- Hold My Hand – The Album That Never Was (mono)
- Do You Wish To Be A Man?
- Are You Ready?
- Creeping Jean – The Album That Never Was (mono) of The Village Green Preservation Society 3-CD Deluxe Edition (stereo)
- Crying
- Lincoln County – The Album That Never Was (mono)
- Mr. Shoemakers' Daughter – Arthur (stereo)
- Mr. Reporter – Face To Face (stereo)
- Groovy Movies – The Village Green Preservation Society 3-CD Deluxe Edition (stereo)

Tijdens het samenstellen van de box set Picture Book (releasedatum 1 december 2008, Universal) die een compleet overzicht van de carrière van The Kinks bevat is er een Dave Davies solo-opname uit 1967 opgedoken die op enig moment single- of lp-kandidaat was. Dave was zo overtuigd van het hitpotentieel van Good Luck Charm dat hij ten gehore heeft gebracht bij the BBC. Manager Grenville Collins is bovendien in het bezit van een acetate proefpersing. De BBC versie is ook te beluisteren op de BBC-compilatie BBC Sessions 1964-1977 van The Kinks die door Sanctuary/Essential is uitgebracht. Een aantal persberichten over de box set meldden ten onrechte dat het om voornoemde BBC opname gaat.
In 2011 ging ineens het gerucht dat het album nu eindelijke uitgebracht zou gaan worden. En dat gebeurde! Zie het artikel hieronder.

## Hidden Treasures (Daves onuitgebrachte album)
1. Susannah's Still Alive
2. This Man He Weeps Tonight
3. Mindless Child Of Motherhood
4. Hold My Hand
5. Do You Wish To Be A Man?
6. Are You Ready?
7. Creeping Jean
8. Crying
9. Lincoln County
10. Mr. Shoemaker's Daughter
11. Mr. Reporter
12. Groovy Movies
13. There Is No Life Without Love
14. I Am Free
15. Death Of A Clown (mono)
16. Love Me Till The Sun Shines (mono)
17. Susannah's Still Alive (mono)
18. Funny Face (mono)
19. Lincoln County (mono)
20. There's No Life Without Love (mono)
21. Hold My Hand (mono)
22. Creeping Jean (mono)
23. This Man He Weeps Tonight (mono)
24. Mindless Child Of Motherhood (mono)
25. Mr. Reporter (unreleased alt. mix)
26. Hold My Hand (1968 stereodemo)
27. Good Luck Charm (rare studio)

Op 31 oktober 2011 bracht Sanctuary Records Group eindelijk Hidden Treasures uit. De eerste 13 liedjes zijn gebaseerd op de tapes die in 1969 bij Reprise zijn ingeleverd voor een mogelijke release van Daves album. De resterende liedjes zijn mono versies van reeds bekend album en single materiaal dat onder Daves naam of als Kinksmateriaal is uitgebracht in de periode 1965-1969. De laatste drie liedjes zijn daarop weer een uitzondering. De alternatieve take van Mr. Reporter bevat een andere blaaspartij, Hold My Hand is een stereodemo uit 1968, met hier en daar andere tekstregels. Tot slot vinden we de studioversie van Good Luck Charm uit 1967, tot voor kort alleen maar te vinden in de boxed set Picture Book uit 2008. "Good luck charm" is een cover van "Good Luck Child". De original van 'Spider' John Koerner staat op diens lp "Spider Blues" (Elektra EKL-290 / EKS-7290, 1965).